# Hopper (ruimtevaartuig)
Hopper was een ruimtevaartuig dat werd ontwikkeld door de European Space Agency. De studies naar dit nieuwe vaartuig werden ondersteund door de testen van EADS met het prototype Phoenix. De Phoenix was een model van de Hopper op schaal 1:7.
Hopper zou in theorie economisch een stuk aantrekkelijker zijn dan de eigentijdse ruimtevaartuigen, en betrouwbaar genoeg voor menselijke missies in de ruimte. De European Space Agency en EADS hoopten de ontwikkeling af te kunnen ronden tussen 2015 en 2020. Hopper zou worden gelanceerd op een vier kilometer lange magnetische baan, die het voertuig zou kunnen laten versnellen tot lanceersnelheid. Dat zou een goedkopere lanceermethode zijn dan de methode die voor eigentijdse lanceringen werden gebruikt.
De huidige status van het project is onbekend daar er sinds de test met de Phoenix in 2004 geen nieuwe mededelingen over zijn gedaan.